# Saint-André (Réunion)
Saint-André is een gemeente in Réunion en telt 51500 inwoners (2005). De oppervlakte bedraagt 53,07 km², de bevolkingsdichtheid is 970 inwoners per km².

## Onderwijs
- École pour l'informatique et les nouvelles technologies

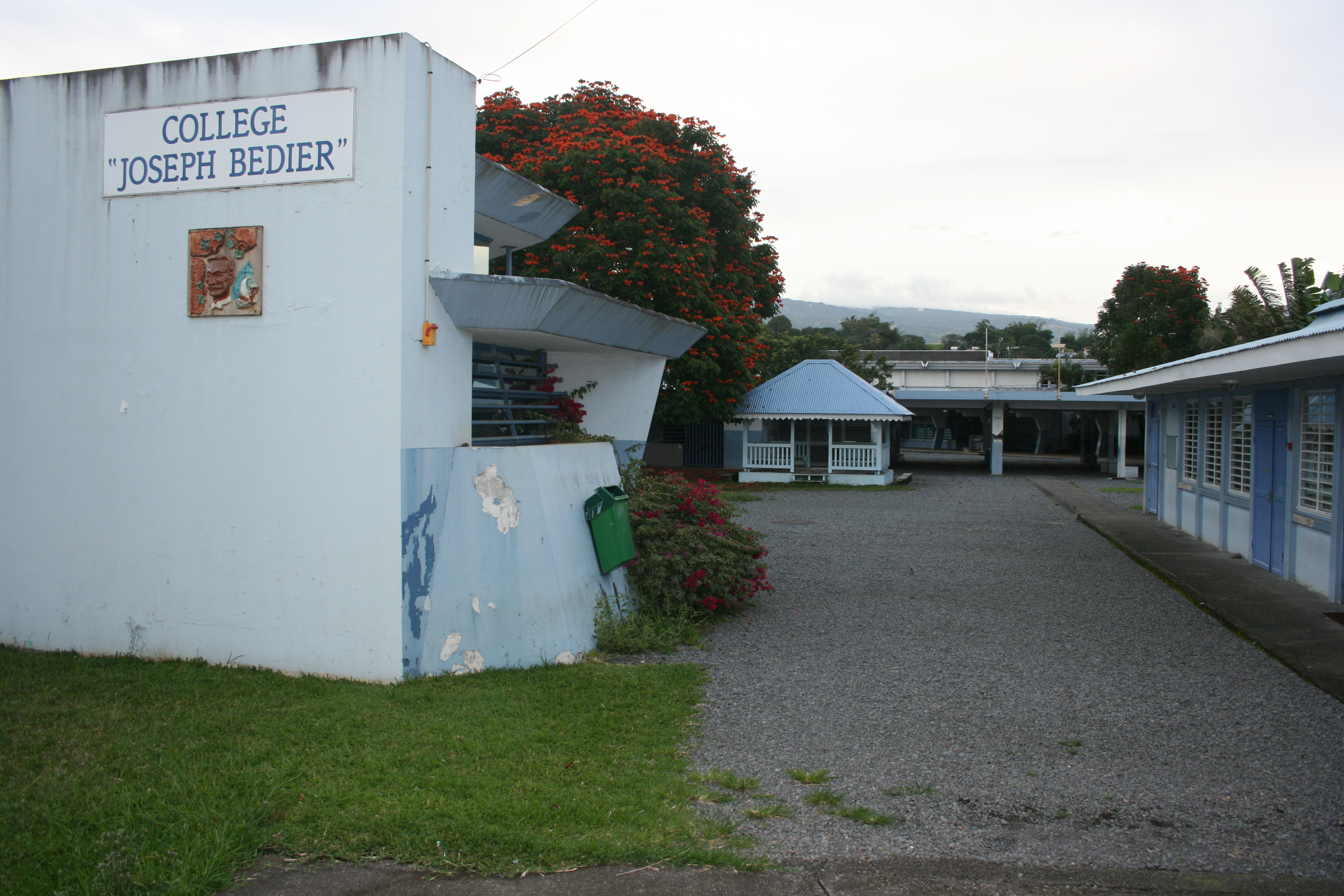
School
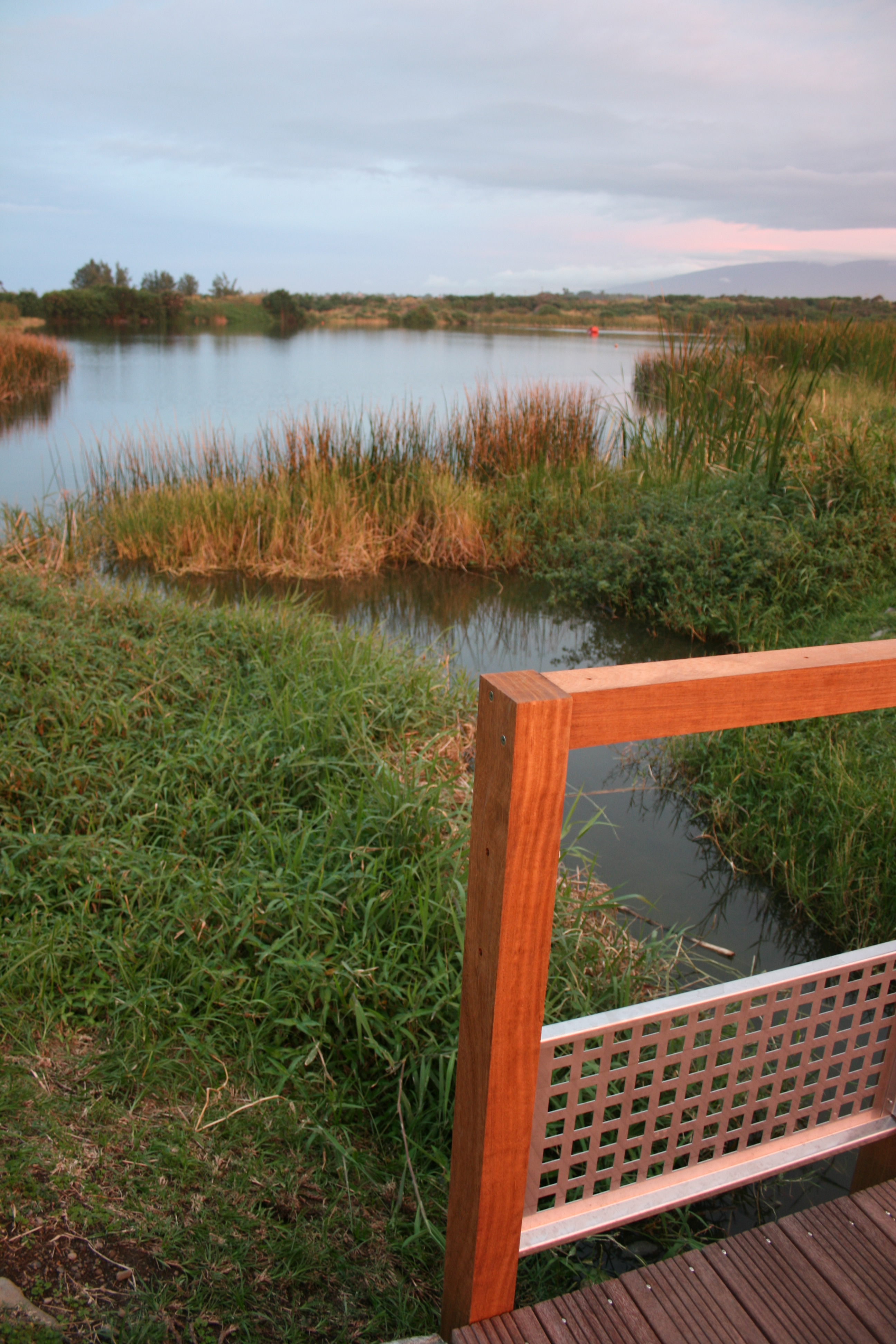